# Hrušov (district de Rožňava)
Hrušov est un village de Slovaquie situé dans la région de Košice.

## Histoire
La première mention écrite du village date de 1285.
La localité fut annexée par la Hongrie après le premier arbitrage de Vienne le 2 novembre 1938. En 1938, on comptait 476 habitants. Elle faisait partie du district de Turňa nad Bodvou (hongrois : Tornai járás). Le nom de la localité avant la Seconde Guerre mondiale était Hrušov/Körtvélyes. Durant la période 1938 - 1945, le nom hongrois Körtvélyes était d'usage. À la libération, la commune a été réintégrée dans la Tchécoslovaquie reconstituée.

## Démographie

### Évolution de la population
| Année:               | 1994. | 2004.   | 2014.   | 2024.   |
| -------------------- | ----- | ------- | ------- | ------- |
| Nombre de personnes: | 360   | 345     | 336     | 331     |
| Différence:          |       | -4,16 % | -2,60 % | -1,48 % |

| Année:               | 2023. | 2024.   |
| -------------------- | ----- | ------- |
| Nombre de personnes: | 335   | 331     |
| Différence:          |       | -1,19 % |